# Stadion im. Ferenca Puskása
Stadion im. Ferenca Puskása – nieistniejący już wielofunkcyjny stadion położony w stolicy Węgier, Budapeszcie. Stadion był wykorzystywany głównie jako arena piłkarska. Pojemność stadionu pod koniec jego istnienia wynosiła 56 000 miejsc (na meczach UEFA 41 500), choć oryginalnie pojemność stadionu wynosiła 104 000 miejsc. Stadion został zbudowany pomiędzy 1948, a 1953 rokiem. W budowie stadionu brało udział wielu ochotników, m.in. żołnierzy. Rok po inauguracji stadionu odbył się mecz Węgry – Anglia, który zakończył się wynikiem 7:1 dla gospodarzy, co do tej pory jest najwyższą porażką w historii angielskiej reprezentacji. W 1966 oraz 1998 roku obiekt gościł uczestników lekkoatletycznych mistrzostw Europy.
Stadion od 2001 roku nosił imię Ferenca Puskása – największej gwiazdy węgierskiej piłki w latach 40 i 50 XX wieku. Wcześniej nosił nazwę Népstadion (stadion ludowy). Stadion w Budapeszcie odegrał rolę Stadionu Olimpijskiego w Monachium w filmie Stevena Spielberga, Monachium.
W sąsiedztwie stadionu znajduje się stacja metra Puskás Ferenc Stadion.
W 2016 roku stadion został rozebrany, następnie w latach 2017–2019 w jego miejscu wybudowano nowy stadion narodowy o pojemności 68 000 widzów. W przeciwieństwie do poprzednika, nowy stadion jest typowo piłkarską areną, bez bieżni lekkoatletycznej. Nowy obiekt, mimo iż powstał zupełnie od podstaw, posiada pewne elementy architektoniczne nawiązujące do poprzednika.

## Koncerty na stadionie
Stadion służył także jako obiekt koncertowy mogący pomieścić 80 000 widzów. Na stadionie występowały następujące gwiazdy światowego formatu: AC/DC, Louis Armstrong, Bruce Springsteen, Depeche Mode, Genesis, George Michael, Guns N’ Roses, Hungária, Illés, Michael Jackson, Jean-Michel Jarre, Metallica, Mötley Crüe, Metró, Neoton Família, Omega, P. Mobil, Queen, The Rolling Stones, Robbie Williams, Roger Waters.